# Medojedni jazavac
Medojedni jazavac (Mellivora capensis) pripadnik je porodice Mustelidae. Raširen je kroz veći dio Afrike te zapadna i južna azijska područja Balukistana (istočni Iran), južni Irak, Pakistan i Radžastan (zapadna Indija). Jedina je vrsta svrstana u rod Mellivora i potporodicu Mellivorinae. Vrsta je proglašena najneustrašivijom životinjom u Guinnesovoj knjizi svjetskih rekorda već nekoliko godina.

## Fizička obilježja
Građom i veličinom, medojedni jazavac sličan je europskom jazavcu (Meles meles). Čvrste su građe, sa širokom glavom, malenim očima, gotovo neprisutnim vanjskim dijelovima ušiju i razmjerno tupom njuškom. Duljina tijela varira od 60 do 102 centimetra, uz duljinu repa od 16 do 30 centimetara. Visina u ramenima iznosi od 23 do 30 centimetra, dok težina odrasle jedinke iznosi od 5.5 do 14 kilograma. Značajne su razlike između fizičkih obilježja mužjaka i ženki pa mužjaci ponekad teže dvaput više od ženki. Raspon težine ženki iznosi od 5 do 10 kilograma, dok je za mužjake raspon od 9 do 14 kilograma.

## Ponašanje i prehrana
Medojedni jazavci žestoke su zvijeri s veoma istančanim osjetom njuha. Dobro su znani po svojim sposobnostima ubijanja zmija (uključujući pitone i otrovnice), hvatajući je iza glave svojim čeljustima, na taj ju način ubijajući. Medojedni jazavci mogu pojesti čitavu zmiju (150 centimetra ili manje) u 15 minuta. U njegov plijen ubrajaju se crvi, termiti, škorpioni, ježevi, zečevi, pa čak i veći plijen poput kopnenih kornjača, krokodila do duljine jednog metra.
Medojedni jazavci imaju velik apetit prema pčelinjim košnicama. Zabilježeni su slučaji medojednih jazavaca na smrt izbodenih unutar košnica koje su pokušavali pojesti. Komercijalni proizvođači meda ponekad ubijaju, hvataju ili truju medojedne jazavce za koje sumnjaju da oštećuju njihove košnice, iako su razvijene pčelinje košnice protiv medojednih jazavaca.
Neki izvori navode kako ptica, medovođa, ima naviku voditi medojedne jazavce i ostale veće vrste sisavaca do pčelinjih gnijezda. Kada medojedni jazavac provali u gnijezdo, ptica uzima svoje dio. Iako ovo ostaje mogućnost, nikada zapravo nije istražena. 
Siktalica je jedan od njegovih čestih meta, te njen ugriz i otrov u medojednog jazavca uzrokuju paralizu koja traje nekoliko sati. Nakon što se paraliza smiri, medojedni jazavac nastavit će s obrokom ili krenuti dalje. Još žilavije, medojedni će jazavac drage volje ukrasti ubijeni plijen siktalice, pojesti ga, a zatim nastaviti lov na samu zmiju. 
Medojedni će jazavci ponekad kopati u potrazi za jazbinama manjih glodavaca i istjerati ih van u namjeri za manjim obrokom. Zbog velikih kandži na prednjim udovima, njegova sposobnost kopanja veoma je učinkovita te se većina pokušaja nakon što pronađe glodavca pokažu uspješnima. Problem leži u činjenici da je ostatak grabežljivaca svjestan njegovih sposobnosti te često ptice grabljivice i šakali čekaju u blizini, spremni ukrasti plijen koji je uspio pobjeći jazavcu.
Ove su životinje veoma inteligentne. Jedne su od nekoliko životinja sposobnih koristiti alat. U dokumentarnoj emisiji Land of the Tiger 1997. godine, medojedni jazavc u Indiji snimljen je tijekom korištenja alata. Životinja je dokotrljala deblo i stala na njega u namjeri da dostigne ptića vodomara zapletenom u korijenju koje je izlazilo iz stropa podzemne spilje.

## Grabežljivost
Odrasle jedinke medojednog jazavca rijetko bivaju plijen lavova i leoparda; njihova razjarenost i čvrsta koža čini ga teškim za uhvatiti ili ugušiti, čineći njihovo vrebanje teškim.

## Razmnožavanje
Kada se ženka medojednog jazavca počne tjerati, udvaranje postaje veoma energično. Nakon nekoliko dana prosuđivanja, mužjak je prihvaćen kao partner za parenje, i par se povlači u brlog na 3 – 4 dana radi parenja. Dva mjeseca kasnije, ženka donosi na svijet mladunče. Mladunče medojednog jazavca gotovo je jednaka kopija svoje majke, te kako raste, uči biti agresivan prema bilo kojem biću (primjerice, znatiželjnom šakalu) dok putuje kroz pustinju. Oslanja se na majku po pitanju hrane i zaklona jer se redovito sele i majka kopa nove brloge. Mladunčad mogu predstavljati prepreku u lovu medojednog jazavca; radi toga, obično bivaju pušteni u brlogu, gdje su veoma ranjivi. Zabilježeno je kako odrasli medojedni jazavci izvlače mladunčad iz brloga i jedu ih. Samo polovica mladunčadi doživi odraslu dob, djelomično zbog ove kanibalističke prijetnje. 
Kako mladunče raste, njegova sposobnost snalaženja u pustinji usavršava se kroz učenje i oponašanje majke pri penjanju po stablima i lovu na zmije. Medojedni jazavci ne kote se s ovim tehnikama preživljavanja, već ih moraju prethodno naučiti.
Kada se majka ponovo počne tjerati i spremna je za još jedno mladunče, starije je mladunče sada dovoljno odraslo i vješto da preživljava samostalno, te ono napušta majku nekoliko mjeseci nakon rođenja.

## Drugi projekti
|  | Zajednički poslužitelj ima stranicu o temi medojedni jazavac |
|  | Wikivrste imaju podatke o taksonu medojednom jazavcu         |